# Shemi Zarhin
Shimon Zarhin, detto Shemi (Tiberiade, 9 agosto 1961), è un regista, scrittore e sceneggiatore israeliano.

## Biografia
Shemi Zarhin è nato e cresciuto a Tiberiade e ha studiato presso il Dipartimento di Cinema dell'Università di Tel Aviv. È vincitore di tre Ophir Awards e del Ministry of Education and Culture Award for Film. Insegna sceneggiatura e regia alla Sam Spiegel School di Gerusalemme, ha diretto numerosi spot pubblicitari e diversi episodi di serie televisive, e ha lavorato come consulente su molte sceneggiature (inclusa la serie Homeland che è basata sulla serie televisiva israeliana Hatufim).

### Regista e sceneggiatore
Il suo primo lungometraggio, Leylasede (1995), ha vinto il premio per la Miglior sceneggiatura al Montreal International Film Festival e ha partecipato a più di 200 festival in tutto il mondo.
Il suo film Dangerous Acts (1998) ha vinto sette Ophir Awards, noti come gli Oscar israeliani, compreso il Premio alla Miglior regia. 
Il suo Bonjour Monsieur Shlomi (2003) ha vinto più di venti premi e festival internazionali in tutto il mondo tra cui il Grifone d'Oro al Giffoni Film Festival.
Nel 2006, il suo quarto film Aviva My Love, girato principalmente a Tiberiade, la città della sua infanzia,  ha vinto l'Ophir Award per la regia e la sceneggiatura,  il premio per la Miglior sceneggiatura al 42º Festival Internazionale del Film di Chicago e al Shangai International Film Festival. Nel marzo 2009 ha vinto il Premio Landau per le arti dello spettacolo per la sua carriera di regista.

### Scrittore
Il suo primo romanzo, Finché un giorno (Spider&Fish, 2018) in ebraico עד שיום אחד‎?", è stato pubblicato in Israele dalla casa editrice Keter ed in due settimane è arrivato in cima alla lista dei bestseller con più di 100 000 copie vendute. Ha vinto il Premio Steimatzky, i Publishers Association's Gold and Platinum Prizes, il Kugel Prize, il Words Without Borders Best Book e il World Literature Today Best Book. Il romanzo è stato tradotto in inglese ed è stato pubblicato nell'autunno del 2013 dall'editore americano New Vessel Press. In Italia è arrivato nella terna finalista al XIX Premio Letterario ADEI-WIZO Adelina Della Pergola
Nel 2018, Zarhin è stato invitato come ospite all'Ebraica Festival Internazionale di Cultura insieme al regista, sceneggiatore e attore Alessandro D'Alatri.

## Filmografia parziale

### Sceneggiatore
- Tel Aviv Stories, regia di Ayelet Menahemi e Nirit Yaron (1992)
- Leylasede, regia di Shemi Zarhin (1995)
- Dangerous Acts, regia di Shemi Zarhin (1998)
- Bonjour Monsieur Shlomi, regia di Shemi Zarhin (2003)
- Aviva My Love, regia di Shemi Zarhin (2006)
- Noodle, regia di Ayelet Menahemi (2007)

### Regista
- Leylasede (1995)
- Dangerous Acts (1998)
- Bonjour Monsieur Shlomi (2003)
- Aviva My Love (2006)

## Publicazioni

### In ebraico
- עד שיום אחד, Keter, 2011
- אח שלי איוב, Keter, 2017

### Edizioni in inglese
- Some Day, New Vessel Press, 2013, ISBN 9781939931047

### Edizioni italiane
- Finché un giorno, Spider&Fish, 2018, ISBN 9788898844135